# Sperry (Oklahoma)
Sperry es un pueblo ubicado en el condado de Tulsa en el estado estadounidense de Oklahoma. En el año 2010 tenía una población de 	1206 habitantes y una densidad poblacional de 524,35 personas por km².

## Geografía
Sperry se encuentra ubicado en las coordenadas 36°17′43″N 95°59′24″O / 36.29528, -95.99000 (36.295241, -95.989898).

## Demografía
Según la Oficina del Censo en 2000 los ingresos medios por hogar en la localidad eran de $26,713 y los ingresos medios por familia eran $30,192. Los hombres tenían unos ingresos medios de $26,167 frente a los $18,542 para las mujeres. La renta per cápita para la localidad era de $11,767. Alrededor del 19.2% de la población estaban por debajo del umbral de pobreza.